# Gran Teatro de Ginebra
Gran Teatro de Ginebra (en francés: Grand Théâtre de Genève) es un teatro de ópera en la ciudad de Ginebra, en Suiza.
Como ocurre con muchos otros teatros de ópera, el Grand Théâtre de Genève es un lugar y una institución a la vez. El lugar es un edificio majestuoso, por encima de la Place Neuve, abrió sus puertas en 1876, en parte fue destruido por un incendio en 1951 y reabierto en 1962, después de extensas renovaciones, siendo el lugar donde se encuentra el escenario más grande de Suiza. Como institución, es la sede teatral más grande y de mayor producción en la Suiza francófona, con representaciones de ópera y danza, recitales, conciertos y, en ocasiones, obras de teatro.